# Shahdost
Shahdost, mort martyr en 342, était évêque et 3e catholicos de Séleucie et Ctésiphon. 
L'évêque Shahdost, dont le nom signifie curieusement « l'ami du roi », est le successeur de Simon bar Sabbae. Il est arrêté à son tour à Séleucie avec cent vingt-huit prêtres, diacres, religieux et religieuses. Ses compagnons périssent dans les prisons de la capitale pendant que lui est jugé et décapité à Gundishapur.